# Vorwerk Groß Jestin
Vorwerk Groß Jestin ist ein ehemaliger Wohnplatz (Wüstung), heute im Gebiet der Woiwodschaft Westpommern in Polen gelegen.
Die Wüstung liegt in Hinterpommern, etwa 95 Kilometer nordöstlich von Stettin und etwa 18 Kilometer südlich von Kołobrzeg (Kolberg). 
Der Wohnplatz wurde um 1900 als Vorwerk des Gutes Groß Jestin angelegt. Das Vorwerk lag abseits in der Feldmark etwa 2 Kilometer südwestlich des Gutes, westlich der Bahnlinie Groß Jestin–Stolzenberg der Kolberger Kleinbahn. Im Jahre 1905 wurden hier 12 Einwohner gezählt. 
Bis 1945 bildete Vorwerk Groß Jestin einen Wohnplatz in der Gemeinde Groß Jestin und gehörte mit dieser zum Kreis Kolberg-Körlin in der Provinz Pommern.
1945 kam Vorwerk Groß Jestin, wie ganz Hinterpommern, an Polen. Heute liegt der Wohnplatz wüst. Die Wüstung liegt im Gebiet der polnischen Gmina Gościno (Gemeinde Groß Jestin).